# 랫라인
랫라인(독일어: rattenlinien, 영어: ratlines) 또는 쥐구멍 라인은 바티칸 교황청이 2차 세계대전 당시 나치 전범을 남아메리카로 피신시킨 사업을 말한다.

## 개요
바티칸이 가톨릭 국가인 남아메리카 등 은신처를 제공하고, 마피아가 나치 전범들의 탈출을 위한 위조 여권과 신분증을 만들었다. 나치 전범들은 도주의 대가로 자신의 재산에서 40~50%를 내놓아야 했다. 이 도주로를 타고 크로아티아 독립국의 우스타샤 지도자 안테 파벨리치, 리용의 도살자 클라우스 바르비, 아우슈비츠에서 유대인 생체 실험을 진행한 요제프 멩겔레 등이 남아메리카로 탈출했다.